# Pourouma
Pourouma es un género botánico con 30 especies de árboles perteneciente a la familia Urticaceae. Un género con 25–30 especies distribuido en América tropical. Los frutos son comestibles. Se conocen como "Pasica".

## Descripción
Son árboles, frecuentemente con raíces fulcrantes y poco ramificados, con látex café obscuro a negro al secarse. Las hojas basifijas, enteras a palmatilobadas, márgenes enteros a ondulados; pecíolos más o menos cilíndricos y lisos a levemente acostillados. Las flores estaminadas en glomérulos dispuestos en panículas, las flores pistiladas en umbelas o panículas de glomérulos; sépalos 3–4, libres o connados en las flores estaminadas, completamente connados en las flores pistiladas; estambres 3–4, libres o connados en la base, a veces completamente connados; estigmas discoides, oblicuamente peltados, papilados y pubescentes. Antocarpos ovoides y algo aplanados, de 1.2–2.2 cm de largo.

## Especies seleccionadas
- Pourouma acuminata
- Pourouma acutifolia
- Pourouma albistipulada
- Pourouma apaporiensis
- Pourouma apiculata